# Víctor Gómez Bergés
Víctor Gómez Bergés (1940. február 25. – 2023. február 24.) dominikai jogász, politikus.

## Életpályája
A Santo Domingó-i egyetemen tanult, majd joggyakorlatot folytatott. 1963-tól a természeti kincsek ügyeinek miniszterhelyettese  volt. 1964-től mezőgazdasági miniszterhelyettes. 1965-től belügy- és rendőrminiszter. 1970 és 1972 között oktatási és kulturális  miniszter. 1972 és 1975 között hazája külügyminisztere. 1977 és 1978 között pénzügyminiszter, 1978-tól ipari és kereskedelmi miniszter. 